# Dirk Werner (Mathematiker)
Dirk Werner (* 28. April 1955 in Hamm) ist ein deutscher Mathematiker, der sich in seiner Forschung unter anderem mit M-Idealen in Banachräumen beschäftigt. Er ist außerplanmäßiger Professor am Institut für Mathematik der Freien Universität Berlin.

## Leben
Werner wurde 1986 an der Freien Universität Berlin bei Ehrhard Behrends promoviert (Titel der Dissertation: L- und M-Struktur in Tensorprodukten von Banachräumen). Er ist Autor von über 50 wissenschaftlichen Veröffentlichungen sowie zwei Lehrbüchern zur Funktionalanalysis und zur höheren Analysis.
Er ist neben Klaus Hulek stellvertretender Chefredakteur der zbMATH-Datenbank (früher Zentralblatt MATH).

## Werke
Als Autor
- Peter Harmand, Dirk Werner, Wend Werner: M-ideals in Banach spaces and Banach algebras. Springer, 1993, ISBN 3-540-56814-X.
- Dirk Werner: Einführung in die höhere Analysis. 2. Auflage. Springer, 2009, ISBN 978-3-540-79599-5.
- Oliver Deiser, Caroline Lasser, Elmar Vogt, Dirk Werner: 12 × 12 Schlüsselkonzepte zur Mathematik. Springer, 2011, ISBN 978-3-8274-2297-2.
- Dirk Werner: Funktionalanalysis (= Springer-Lehrbuch). 8., vollständig überarbeitete  Auflage. Springer Spektrum, Berlin 2018, ISBN 978-3-662-55406-7, doi:10.1007/978-3-662-55407-4.

Als Herausgeber
- Olaf Teschke, Bernd Wegner, Dirk Werner (Hrsg.): 80 Years of Zentralblatt MATH. Springer, 2011, ISBN 978-3-642-21171-3.